# آيت واحمان (سيدي يعقوب)
آيت واحمان هي إحدى مشيخات المملكة المغربية، تتبع جغرافيا لإقليم أزيلال وإداريًا لسيدي يعقوب. يقدر عدد سكانها بـ 2280 نسمة حسب الإحصاء الرسمي للسكان والسكنى لسنة 2004.